# میشل لوهان گریشام
میشل لوین گریشام (به انگلیسی: Michelle Lujan Grisham) فرماندار نیومکزیکو ‌است‌ . او قبلا نمایندهٔ حوزه انتخابیه اول نیومکزیکو از حزب دموکرات ایالات متحده آمریکا در مجلس نمایندگان ایالات متحده آمریکا بود. که برای نخستین‌بار در ۶ ژانویه ۲۰۱۳ میلادی به‌عضویت این مجلس درآمد. وی هم اکنون فرماندار کنونی نیومکزیکو است.